# Humanoïde
Pour les articles homonymes, voir Humanoide (homonymie).
Le terme humanoïde signifie « ressemblant à l'humain ». Il évoque la bipédie, la présence de deux bras et d'une tête. Il s'agit donc uniquement d'un critère phénotypique et plus précisément morphologique.

## Terminologie
Le terme humanoïde est utilisé dans la science-fiction et la fantasy, ou dans la robotique. On le trouve aussi dans le domaine de la cryptozoologie.
Ce mot ne doit pas être confondu avec « hominoïde », « hominidé », « homininé », « hominine » ou « hominien », et tous termes taxonomiques de définition plus rigoureuse.

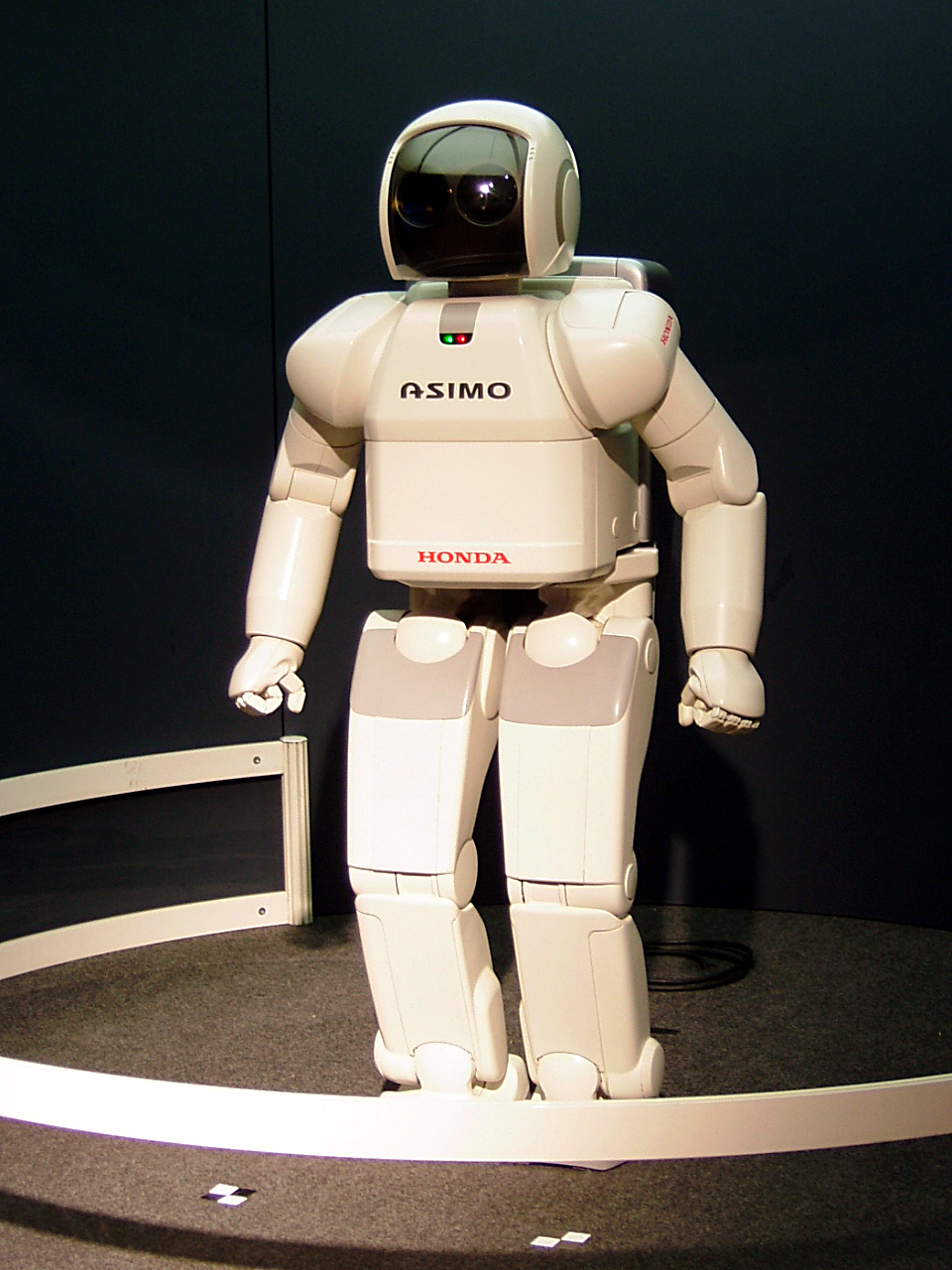
Le robot humanoïde ASIMO présenté par Honda en 2005.

## Technologie
Un robot humanoïde  est un robot dont l'apparence générale rappelle celle d'un corps humain. Généralement, les robots humanoïdes ont un torse avec une tête, deux bras et deux jambes, bien que certains modèles ne représentent qu'une partie du corps, par exemple à partir de la taille. Certains robots humanoïdes peuvent avoir un « visage », avec des « yeux » et une « bouche ».

### Néo Beta (robot humanoïde innovant)
Néo BETA est un robot humanoïde bipède dévoilé le 30 août 2024, développé par l’entreprise norvégienne 1X Technologies. Il succède à Eve, son prédécesseur, dont les performances ont été jugées insuffisantes par la société norvégienne.
Le développement de Néo BETA a été réalisé en collaboration avec OpenAI, intégrant l’intelligence artificielle de GPT-5 et en s’appuyant des modèles de robots Bioinspirés. Présenté comme un assistant polyvalent et sécuriser, ce robot est capable de soulever des charges allant jusqu’à 20 kilos et de se déplacer à une vitesse maximale de 12km/h. Néo BETA a essentiellement été conçu pour s’adapter à différentes tâches, notamment dans le domaine de l’assistance domestique.

## Culture et littérature
Les reptiles humanoïdes, êtres mythiques ou légendaires, sont un exemple d'humanoïde de forme reptilienne. Dans certains films, comme Terminator ou Transformers, des robots humanoïdes apparaissent.